# Jutazai járás

A Jutazai járás Tatárföldön

A Jutazai járás (oroszul Ютазинский район, tatárul Ютазы районы) Oroszország egyik járása Tatárföldön. Székhelye Urusszu.

## Népesség
- 2002-ben 23 277 lakosa volt.
- 2010-ben 21 615 lakosa volt, melyből 16 114 tatár, 4 604 orosz, 192 baskír, 109 ukrán, 108 csuvas, 45 mordvin, 21 udmurt, 17 mari.